# Albert Fathi
Albert Fathi (Egito, 27 de outubro de 1951) é um matemático egípcio-francês. Especialista em sistemas dinâmicos, é atualmente professor do Instituto de Tecnologia da Geórgia.
Fathi frequentou o Collège des frères Lasalle no Cairo e cresceu falando duas línguas, francês e árabe. Aos 10 anos de idade chegou como refugiado político em Paris e estudou na École normale supérieure (ENS) em Saint-Cloud. Obteve em 1980 um PhD na Universidade Paris-Sul, orientado por Laurent Siebenmann, com a tese Transformations et homéomorphismes préservant la mesure. De 1987 a 1992 foi professor da Universidade da Flórida. Lecionou desde 1992 na ENS em Lyon (Unité de mathématiques pures et appliquées, UMPA). Também lecionou na École polytechnique.
Recebeu o Prêmio Sophie Germain de 2013.
Foi palestrante convidado do Congresso Internacional de Matemáticos em Seul (2014: Weak KAM Theory: the connection between Aubry-Mather theory and viscosity solutions of the Hamilton-Jacobi equation.

## Publicações selecionadas
- The Weak KAM Theorem in Lagrangian Dynamics, Cambridge University Press 2012 Preliminayr version of Weak KAM Theorem in Lagrangian Dynamics
- com François Laudenbach, Valentin Poénaru: Thurston´s Work on Surfaces, Princeton University Press 2012[4] (originalmente publicado em Travaux de Thurston, Asterisque, tome 65/66, 1979)
- editor com Jean-Christophe Yoccoz: Dynamical systems: Michael Herman memorial volume, Cambridge University Press 2006
- com Michael Shub, Remi Langevin: Global stability of dynamical systems, Springer Verlag 1987
- editor com Yong-Geun Oh, Claude Viterbo: Symplectic topology and measure preserving dynamical systems, AMS 2010 (Summer Conference, Snowbird 2007)
- Systèmes dynamiques, Ecole Polytechnique 1997
- Dehn twists and pseudo-Anosov diffeomorphisms. Invent. Math. 87 (1987), no. 1, 129–151.
- Théorème KAM faible et théorie de Mather sur les systèmes lagrangiens. Comptes Rendus de l'Académie des Sciences, Série I 324 (1997), no. 9, 1043–1046.
- com Antonio Siconolfi: Existence of C1 critical subsolutions of the Hamilton-Jacobi equation. Invent. Math. 155 (2004), no. 2, 363–388.
- com Antonio Siconolfi: PDE aspects of Aubry-Mather theory for quasiconvex Hamiltonians. Calc. Var. Partial Differential Equations 22 (2005), no. 2, 185–228.
- com Alessio Figalli: Optimal transportation on non-compact manifolds. Israel J. Math. 175 (2010), 1–59.